# Maria Franca Fissolo
Maria Franca Fissolo (21 de enero de 1939) es una multimillonaria italiana, viuda de Michele Ferrero, y propietaria de Ferrero SpA, la segunda empresa de dulces más grande de Europa.

## Patrimonio
En marzo de 2017, Forbes estimó su patrimonio neto en 2 200 millones de dólares.

## Vida personal
Se casó con Michele Ferrero en 1962, con el que tuvo dos hijos, Giovanni Ferrero y Pietro Ferrero Jr. Reside en Mónaco.